# Brembodus ridens
Brembodus ridens è un pesce osseo estinto, appartenente ai picnodonti. Visse nel Triassico superiore (Norico, circa 215 milioni di anni fa) e i suoi resti fossili sono stati ritrovati in Italia.

## Descrizione
Questo pesce possedeva un corpo appiattito lateralmente, in modo molto simile a molti pesci che abitano attualmente le barriere coralline. Il profilo era tondeggiante, a forma di disco, e possedeva una caratteristica spina allungata situata in posizione dorsale, immediatamente dietro al cranio. Le fauci erano piccole ma eccezionalmente robuste, munite di una dentatura molto specializzata: i denti anteriori assomigliavano agli incisivi dei mammiferi, mentre quelli posteriori erano disposti su più file e avevano una forma ovale e piatta, evidentemente utili per triturare. In totale, Brembodus era lungo circa 15 – 20 centimetri.

## Classificazione
Brembodus appartiene al grande gruppo dei picnodonti, pesci dall'aspetto generalmente tondeggiante tipici dei mari del Mesozoico e della prima parte del Cenozoico, dotati di dentature specializzate nel triturare. Brembodus, in particolare, è considerato uno dei picnodonti più antichi, insieme ad altri generi come Gibbodon, anch'esso rinvenuto nei pressi di Bergamo.

## Paleoecologia
Brembodus è stato ritrovato nella zona di Zogno (Bergamo), in un sito fossilifero che ha restituito alla luce numerosi fossili di animali che, nel Triassico superiore, vivevano in una zona di mare caldo.
Come tutti i picnodonti, Brembodus grattava dagli scogli organismi dall'esoscheletro duro, come i coralli, grazie ai denti simili ad incisivi. I denti posteriori, poi, servivano per triturare il cibo. Brembodus viveva evidentemente intorno alle scogliere e vicino agli anfratti delle rocce, nuotando piuttosto lentamente.

## Galleria d'immagini

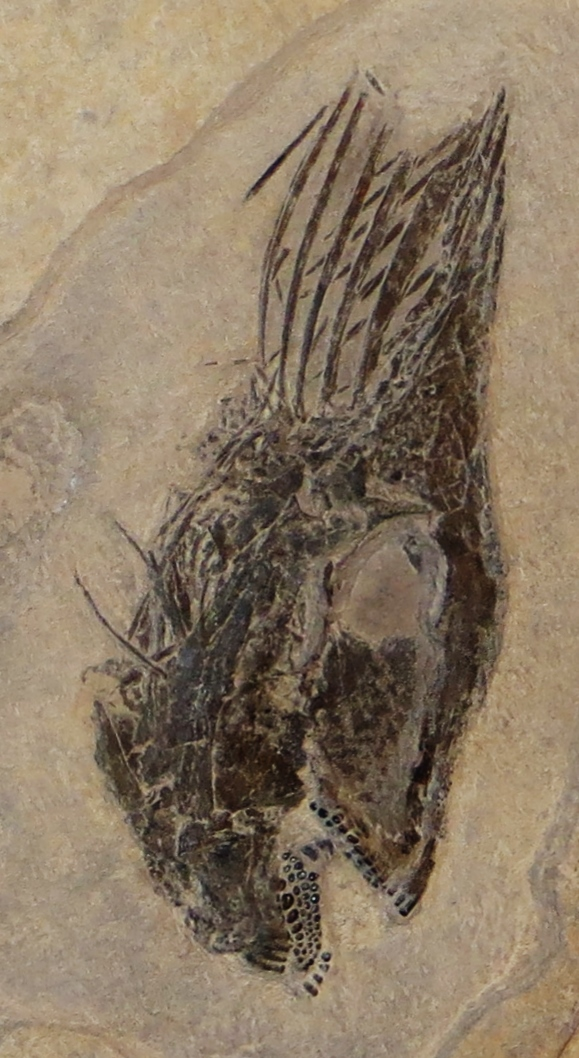
Cranio fossile di Brembodus ridens
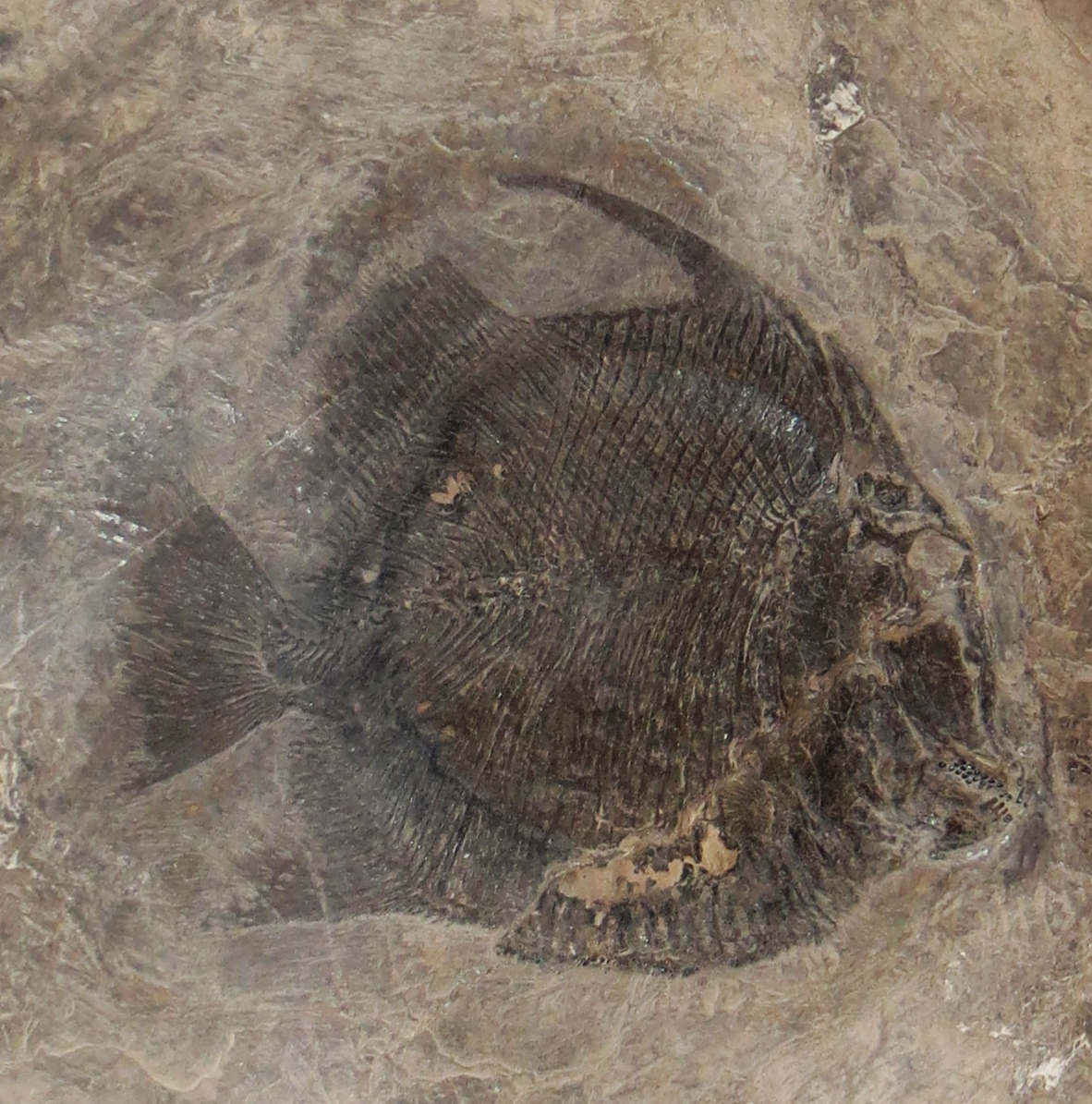
Fossile di Brembodus ridens
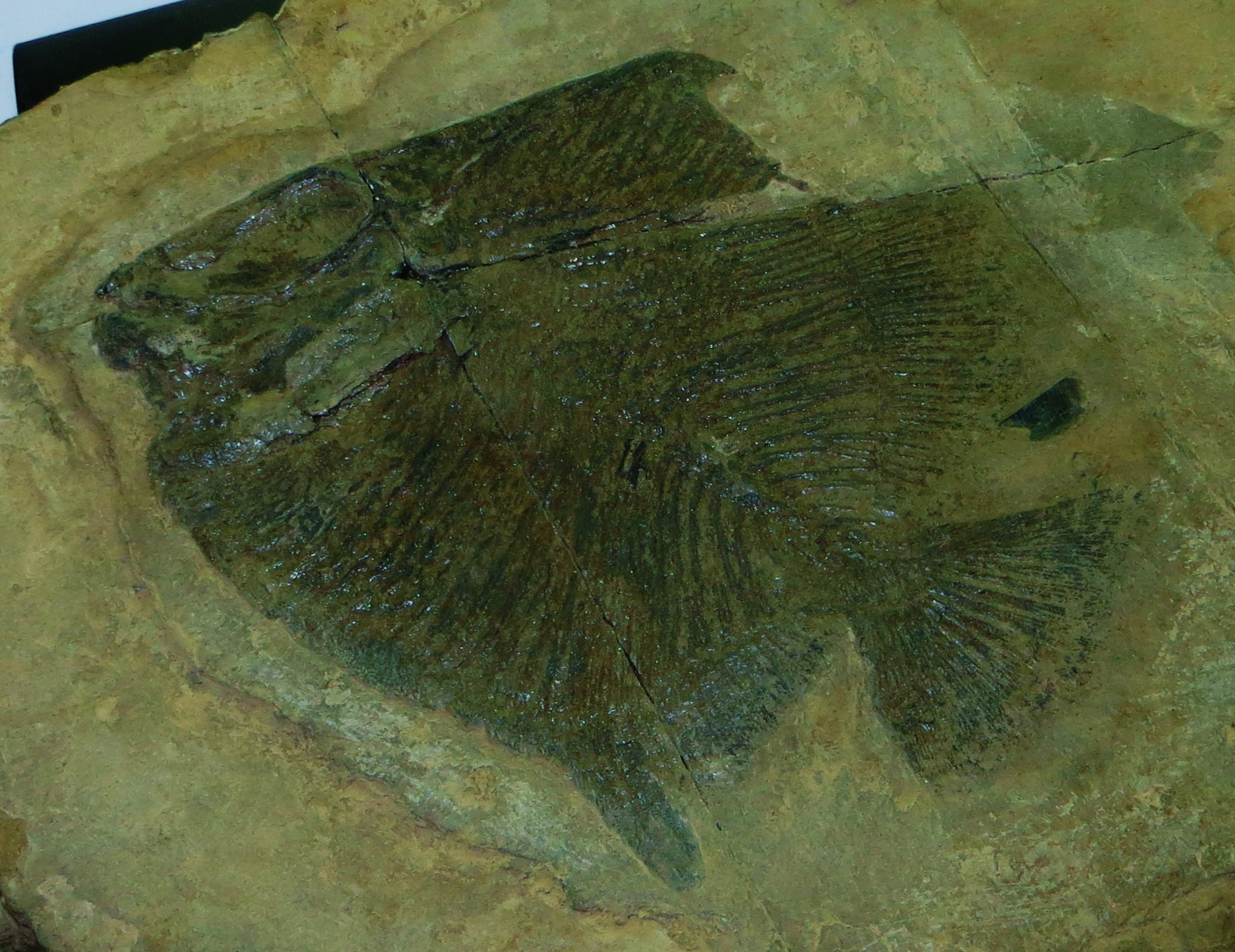
Fossile di Brembodus ridens